# Гребенчатый зу
Гребенчатый зу (лат. Zu cristatus) — вид лучепёрых рыб из семейства вогмеровых. Представители вида распространены в тропических, субтропических и умеренных водах всех океанов, включая Средиземное море. Максимальная длина тела 118 см.

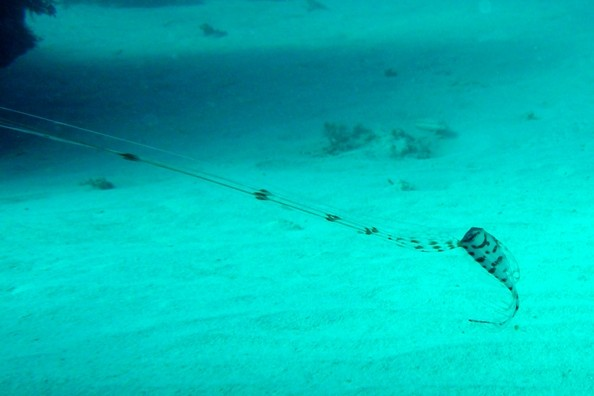
Молодь гребенчатого зу

## Описание
Тело длинное, сильно сжато с боков, лентообразное; покрыто циклоидной легко опадающей чешуёй. В передней части тело относительно высокое, его высота составляет 20—26 % стандартной длины тела. Профиль нижнего края тела зазубренный. На уровне анального отверстия тело резко утончается и имеет вид длинного тонкого хвоста. Глаза большие, их диаметр составляет 13—16 % длины тела от кончика рыла до анального отверстия. Рот маленький, сильно выдвижной; косой, направлен вверх. Есть зубы на обеих челюстях, сошнике и нёбе. Длинный спинной плавник с 120—150 мягкими лучами тянется от верхушки рыла до хвостового стебля. Первые лучи плавника сильно удлинённые у молоди, у взрослых особей укорачиваются. Грудные и брюшные плавники есть и у молоди, и у взрослых особей. У молоди лучи брюшных плавников сильно удлинённые с луковицеобразными придатками. Анальный плавник отсутствует. Хвостовой плавник асимметричный, верхняя лопасть с удлинёнными лучами, а нижняя редуцированная. Боковая линия состоит из 99—106 колючих чешуек, в хвостовой части тела проходит волнообразно. Позвонков 62—69.
Тело серебристого цвета с 6—7 волнистыми вертикальными полосами, которые в средней части тела прерывистые, а шесть полос в хвостовой части — цельные. У взрослых особей полосы становятся малозаметными. Спинной плавник алый. Хвостовой плавник тёмно-коричневый или чёрный.
Максимальная длина тела 118 см.

## Биология
Морские эпи- и мезопелагические рыбы. Обитают на глубине от 0 до 950 м. Питаются мелкими рыбами, ракообразными и кальмарами. Плавают в вертикальном положении головой вперёд. Икра и личинки пелагические. Икра крупная, диаметром 1,85—2,1 мм, сферической формы, прозрачная. Оболочка икринки толстая, гладкая.